# Scott Sharp
Scott Sharp (ur. 14 lutego 1968 roku w Norwalk) – amerykański kierowca wyścigowy.

## Kariera
Sharp rozpoczął karierę w międzynarodowych wyścigach samochodowych w 1986 roku od startów w wyścigu SCCA National Championship Runoffs GT2, w którym odniósł zwycięstwo. W późniejszych latach Amerykanin pojawiał się także w stawce SCCA Coors RaceTruck Challenge, IMSA Camel GTP Championship, Liquid Tide Trans-Am Tour, SCCA Tide Trans-Am Tour, NASCAR Winston Cup, Champ Car, IMSA World Sports Car Championship, International Race Of Champions, SCCA Trans-Am, Indy Racing League, 24-godzinnego wyścigu Le Mans, American Le Mans Series, Indianapolis 500, Grand American Rolex Series, Indy Car, Continental Tire Sports Car Challenge oraz United Sports Car Championship.

## Wyniki w 24h Le Mans
| Rok  | Zespół                    | Partnerzy                             | Samochód                        | Klasa | Okr. | Poz. | Klasa Pos. |
| ---- | ------------------------- | ------------------------------------- | ------------------------------- | ----- | ---- | ---- | ---------- |
| 1996 | Riley & Scott Cars Inc.   | Wayne Taylor Jim Pace                 | Riley & Scott Mk III-Oldsmobile | WSC   | 157  | NU   | NU         |
| 2015 | Extreme Speed Motorsports | Ryan Dalziel David Heinemeier Hansson | Ligier JS P2-Honda              | LMP2  | 329  | 28   | 10         |